# Torymus huberi
Torymus huberi är en stekelart som först beskrevs av Hoffmeyer 1929.  Torymus huberi ingår i släktet Torymus och familjen gallglanssteklar. Inga underarter finns listade i Catalogue of Life.